# Bombardeo de Königsberg

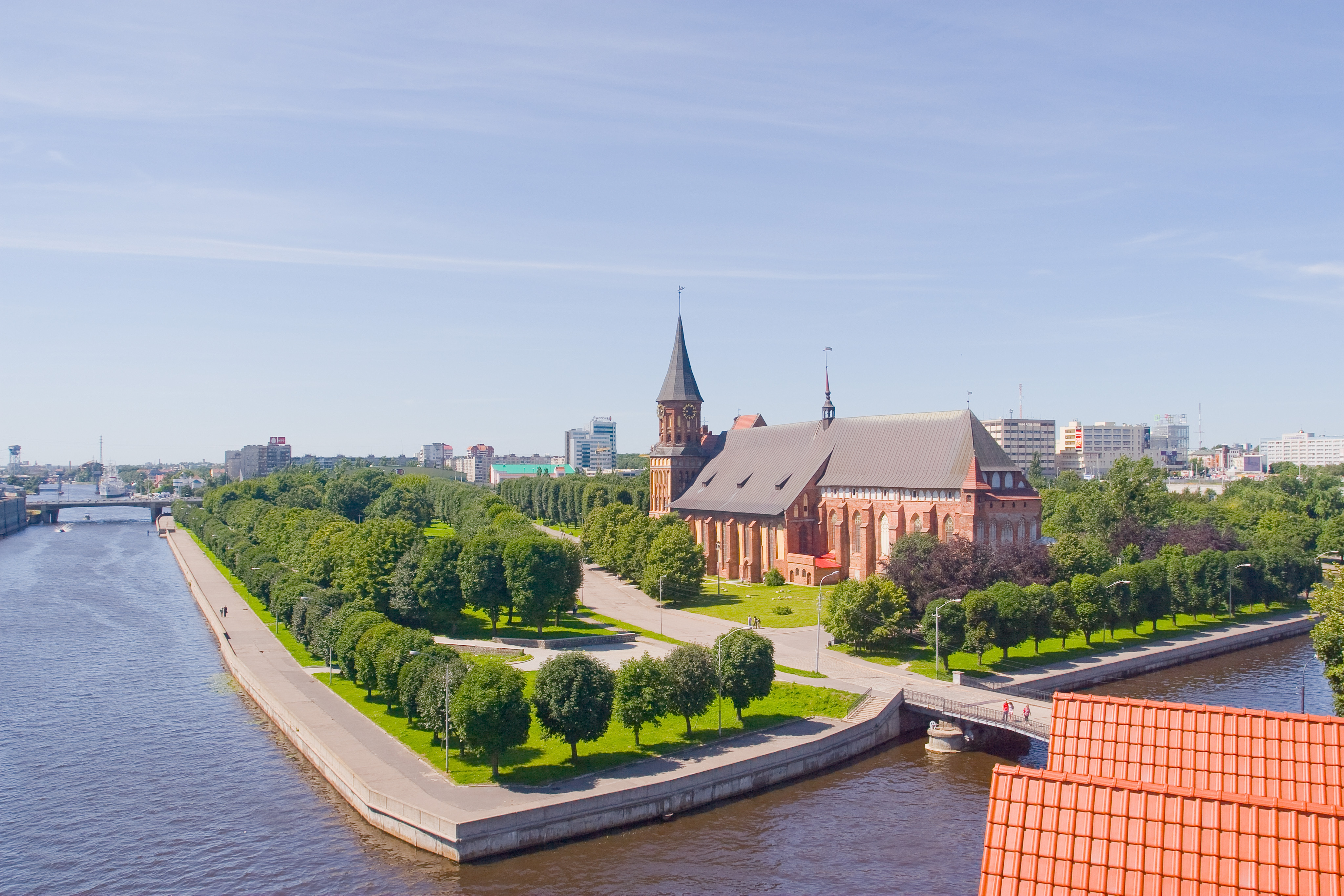
Antigua catedral en la actual Kaliningrado en Rusia, construida en la época de la Königsberg Prusiana y que sobrevivió a la guerra.

El bombardeo de Königsberg fue un destructivo bombardeo aéreo ocurrido en 1944 durante la Segunda Guerra Mundial en la antigua ciudad prusiana de Königsberg (actualmente Kaliningrado, en Rusia), llevado a cabo por las fuerzas aliadas, tanto por la Fuerza Aérea Roja como por la Royal Air Force.

## Ataque de los aliados
Aunque la ciudad fue ocasionalmente bombardeada por la Fuerza Aérea Soviética, Königsberg fue primero atacada por el grupo N.º 5 Group RAF británico. Estuvo alejada del desarrollo de la mayor parte de la guerra, hasta la noche del 26 al 27 de agosto de 1944, fecha en que comenzó el bombardeo. La incursión aérea fue iniciada por un Avro Lancaster, mediante un ataque poco exitoso, pues la mayoría de las bombas cayeron en el lado este de la ciudad y cuatro aviones atacantes fueron derribados.
Tres noches después, del 29 al 30 de agosto, un grupo de 189 Lancasters del N.º 5 Group arrojaron 480 toneladas de bombas en el centro de la ciudad. El Comando de bombarderos de la RAF estimó que el 20% de toda la industria y el 41 % de las viviendas en Königsberg fueron destruidas. Un caza nocturno pesado de defensa alemán derribó a quince de los bombarderos, correspondiente al 7.9 % del total de la fuerza atacante.
El histórico centro de la ciudad, especialmente los distritos originales de Altstadt, Löbenicht y Kneiphof fueron casi destruidos, y la antigua Catedral del siglo XIV recibió parte del bombardeo. El Castillo de Königsberg, todas las iglesias de la antigua ciudad, la Universidad y las antiguas embarcaciones corrieron igual suerte.
Adicionalmente, dos de los siete puentes originales de la ciudad, que dan nombre al famoso problema matemático, fueron también destruidos.

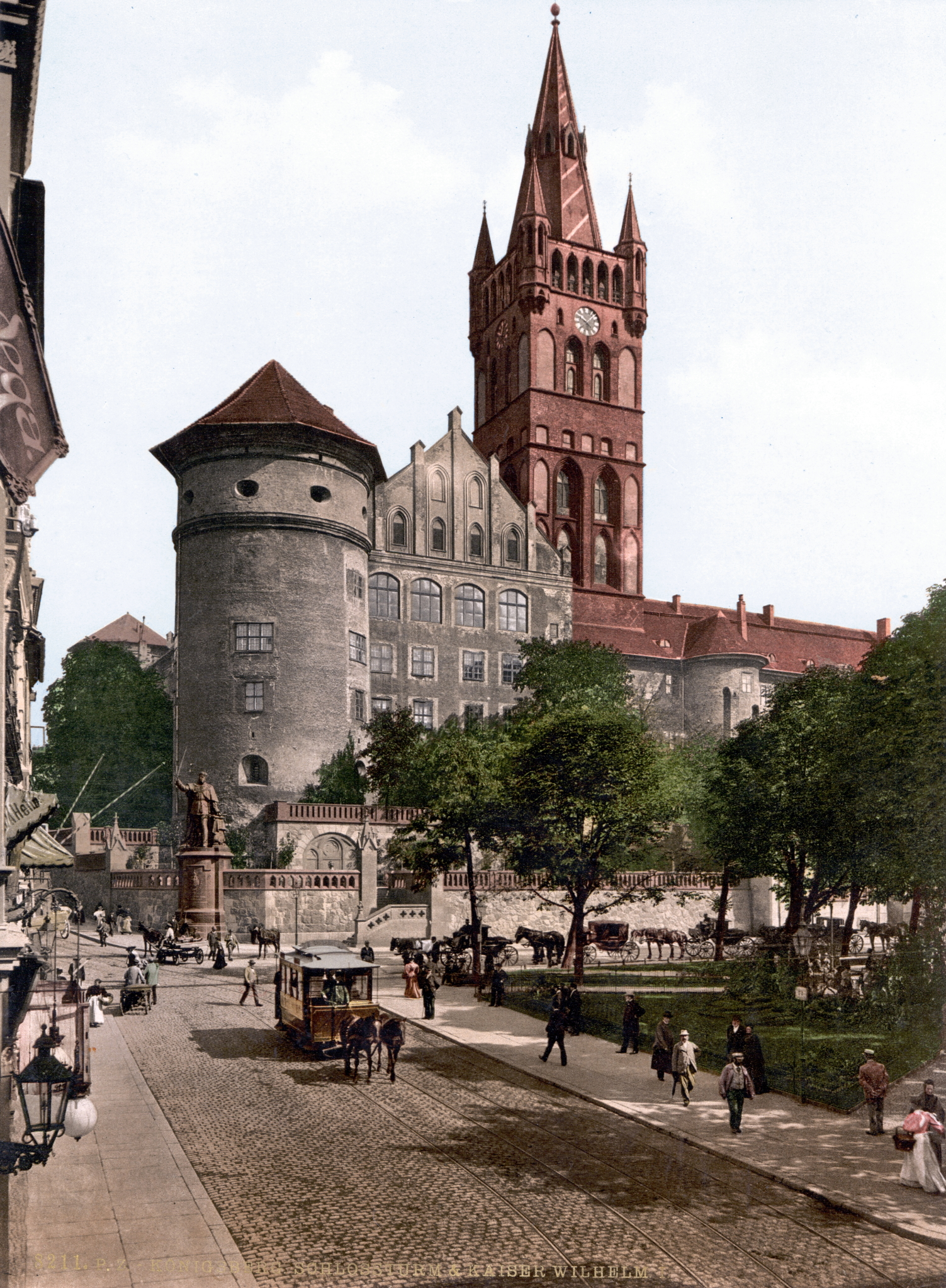
El lado sur del Castillo de Königsberg, en 1895.
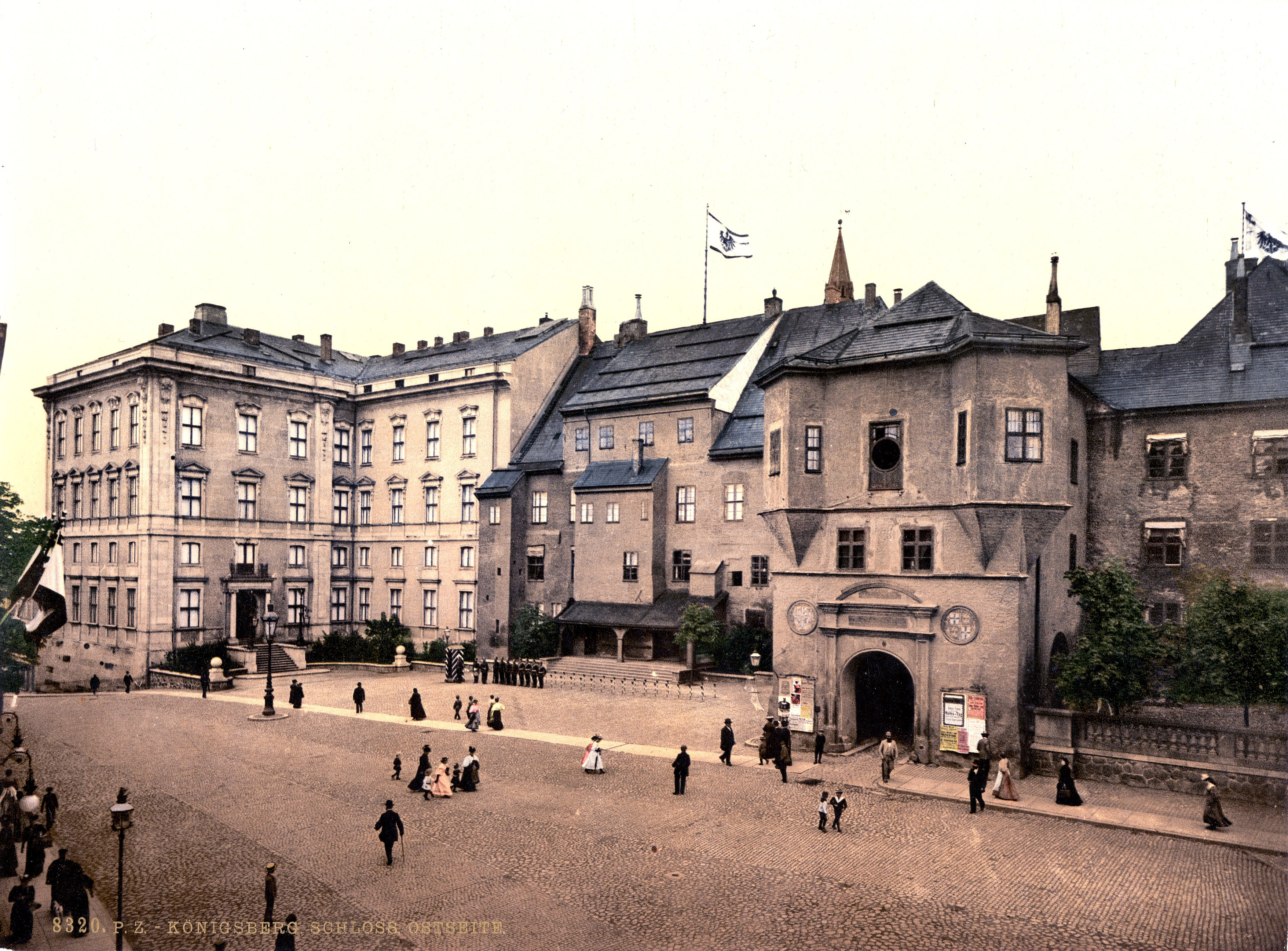
El lado oriental del castillo, en 1910.

## Los soviéticos

### Bombardeo
En 1941, principalmente en respuesta al bombardeo alemán de Moscú, Iósif Stalin ordenó personalmente el despliegue de unos once bombarderos Pe-8 para bombardear Königsberg. El 1 de septiembre, el ataque se realizó sin pérdidas de ningún bombardero.
En 1944, Königsberg fue intensamente bombardeada por la real Fuerza aérea Británica. Después de eso, la ciudad ardió durante varios días. El primer bombardeo se llevó a cabo en la noche del 27 de agosto de 1944 por el 5.º Grupo de la fuerza aérea británica, compuesto por 174 bombarderos Lancaster. Los aeródromos desde los que despegaron los bombarderos estaban a una distancia de mil quinientos kilómetros del objetivo. La primera incursión tuvo poco éxito, pues la mayoría de las bombas cayeron en el lado este de la ciudad. Cuatro aviones fueron derribados. Tres días después, en la noche del 30 de agosto de 1944, 189 Lancaster del grupo 5 de la fuerza aérea sobrevolaron  el centro de la ciudad lanzando 480 toneladas de bombas. Cazas alemanes derribaron 15 bombarderos. Se utilizaron bombas de incendiarias de Napalm.
Se estima que los bombardeos británicos destruyeron el 20% de las instalaciones industriales y el 41% de las casas de Königsberg. Los distritos de la ciudad vieja de Altstadt, Lebenicht y Kneiphof, que no tenían instalaciones militares, a excepción de los numerosos puentes, sufrieron importantes daños. La catedral del siglo XIV y el castillo real resultaron dañados. El edificio de la antigua y nueva Albertina quedó deteriorado. La Universidad también sufrió durante el asalto de Königsberg: cerca se había construido el búnker del comandante Otto von Lach, fuertemente bombardeado por artillería soviética. De los 370.000 habitantes de Königsberg antes de la guerra, murieron 4.200 habitantes, 200.000 quedaron sin hogar.
La destrucción de la ciudad continuó durante su asalto en abril de 1945. Después de la guerra, la mayoría de los edificios no destruidos fueron desmantelados para reconstruir las ciudades destruidas por los alemanes en la URSS. Sobrevivieron edificios individuales y edificios de baja altura en las afueras de la ciudad. La ciudad fue reconstruida.